# Guichainville
Guichainville település Franciaországban, Eure megyében. Lakosainak száma 3077 fő (2022. január 1.). Guichainville Angerville-la-Campagne, Les Baux-Sainte-Croix, Évreux, Grossœuvre, Le Plessis-Grohan és Prey községekkel határos.

## Népesség
A település népességének változása:
| Lakosok száma | 693  | 1388 | 2220 | 2463 | 2585 | 2608 | 2757 | 2954 | 3017 | 3077 |
|               | 1968 | 1982 | 1990 | 2006 | 2013 | 2015 | 2017 | 2019 | 2020 | 2022 |